# Comté de Hamilton (Illinois)
Pour les articles homonymes, voir Comté de Hamilton.
Le comté de Hamilton est un comté situé dans l'État de l'Illinois, aux États-Unis. En 2000, sa population est de 8 621 habitants. Son siège est McLeansboro.